# Port-Salut (arrondissement)
Port-Salut (Haïtiaans-Creools: Pòsali) is een arrondissement van het Haïtiaanse departement Sud, met 74.000 inwoners. De postcodes van dit arrondissement beginnen met het getal 82.
Het arrondissement Port-Salut bestaat uit de volgende gemeenten:
- Port-Salut (hoofdplaats van het arrondissement)
- Saint-Jean-du-Sud
- Arniquet